# Selokajang
Selokajang is een bestuurslaag in het regentschap Blitar van de provincie Oost-Java, Indonesië. Selokajang telt 5582 inwoners (volkstelling 2010).